# Wyprawa w przeszłość
Wyprawa w przeszłość (cz. Cesta do pravěku) – czechosłowacki film fantastycznonaukowy z 1955 roku w reżyserii Karela Zemana. Produkowany przy użyciu kombinacji modeli był pierwszą produkcją Zemana zawierającą aktorów w połączeniu z efektami specjalnymi. Zdobył nagrody na międzynarodowych festiwalach filmowych w Wenecji i Mannheim.

## Fabuła
Czwórka chłopców płynie łodzią po „rzece czasu”, która wpada do tajemniczej jaskini i wypływa po drugiej stronie na dziwny, pierwotny krajobraz. Płynąc w górę rzeki, zdają sobie sprawę, że podróżują stopniowo w przeszłość i napotykają na to różne niebezpieczeństwa, jednocześnie wiele się dowiadują o życiu prehistorycznym.

## Obsada
- Josef Lukáš – Piotr
- Vladimír Bejval – Jurek
- Petr Herrmann – Tomek
- Zdeněk Husták – Janek

## Wersja polska
Wersja polska: Studio Opracowań Filmów w Łodzi

Reżyseria: Seweryn Nowicki

Redakcja tekstów:
- Janina Balkiewiczowa,
- Krystyna Bilska,
- Jan Moes

Operator dźwięku: Grzegorz Sielski

Montaż: Krystyna Starostecka

Wystąpili:
- J. Łuczak – Piotr
- Andrzej Nowicki – Jurek
- K. Grzesik – Tomek
- J. Jałowiecki – Janek

## Produkcja
Zastosowanie niekonwencjonalnych technik produkcji Zemana sprawiło, że film był wolny od gwałtownych sekwencji poklatkowych i ziarnistego łączenia stop-motion z materiałami w czasie rzeczywistym, które charakteryzowały hollywoodzkie filmy z animacją poklatkową. Zdjęcia odbyły się na rzece Morawa w pobliżu miasta Bzenec w Czechach w rezerwacie przyrody Osypané břehy oraz na planie zdjęciowym.
Zeman był pod silnym wpływem sztuki paleontologicznej znanego czeskiego artysty Zdeněka Buriana, a wiele ze scen filmu zostało zainspirowanych rekonstrukcjami Buriana, które zostały namalowane pod kierunkiem czeskiego paleontologa Josefa Augusta. W niektórych scenach dwuwymiarowe „profilowe” obrazy zwierząt pierwotnie przedstawione przez Buriana zostały sfilmowane w czasie rzeczywistym (podobnie jak w sekwencjach Styracosaurus), podczas gdy inne dobrze znane sceny Buriana odtworzono za pomocą kombinacji animacji i trójwymiarowych modeli (jak w sekwencjach z Deinotherium i Uintatherium). Być może ze względu na spójność stylu Zeman używał również modeli do przedstawiania zachowanych gatunków, w tym żubra, pytona, flamingów, sępów, różnych antylop, żyraf i jaguara. W niektórych scenach animowane były również miniaturowe modele aktorów i ich łodzi / tratwy.
Oprócz licznych miniaturowych modeli zwierząt Zeman stosował również większe modele głów i ciał zwierząt (w tym „martwe” stegozaur i nosorożec włochaty, brontozaur i trachodon), a także jako modelowe rośliny naturalnej wielkości (jak w sekwencji lasu karbońskiego i spotkanie ze styrakozaurem).
Omówiono różne epoki czasowe określone przez paleontologów i typy zwierząt charakterystyczne dla tych okresów, wykorzystując informacje znane w latach 50. XX wieku. Podczas gdy wiele animowanych filmów fabularnych, zwłaszcza tych w Stanach Zjednoczonych, wykorzystywało modele prehistorycznych zwierząt w wymyślnych sekwencjach, Zeman przedstawiał zwierzęta działające naturalnie we własnym środowisku, jakby kręcono je dla filmu dokumentalnego, z aktorami obserwującymi z względnie bezpiecznej rzeki. Taka filozofia była wówczas niezwykła i była bardziej typowa dla późniejszych produkcji telewizyjnych, które przedstawiały prehistoryczne zwierzęta w kontekście edukacyjnym (w tym serial BBC Wędrówki z dinozaurami i Wędrówki z bestiami), które stały się popularne w efekcie rozwoju CGI.

## Odbiór
Film jest według serwera Kinobox.cz najlepszym czeskim filmem science fiction wszech czasów. Film odniósł duży sukces za granicą, szczególnie w NRD, Stanach Zjednoczonych i Japonii. Tylko w Nowym Jorku był wyświetlany w 96 kinach jednocześnie. Żaden czeski film nie zrobił tego wcześniej ani później. Steven Spielberg również wspomniał o zdjęciach, mówiąc, że jego jakość jest niesamowita, biorąc pod uwagę czas, w którym został stworzony. W jego Parku Jurajskim można również zobaczyć bardzo podobną scenę, w której badanie chorego dinozaura miało na celu przybliżenie bohaterów jak najbliżej jaszczurki.
Jednocześnie Zbigniew Pitera na łamach Filmu dał negatywną recenzję, określając film jako nudny z powodu „braku scenariuszowej koncepcji, która by wszystkie etapy tej ślamazarnej wędrówki po niezwykłych lasach, bagnach, moczarach i jaskiniach połączyła jakąś nicią fabuły. Aż prosi się, żeby film opowiadał o tych dziwach prehistorii poprzez emocjonujące zdarzenia, a nie stałe pokrzykiwanie i szkolne pogadanki chłopców”.

## Wersja amerykańska
W 1966 roku Wyprawa w przeszłość została wydana w Stanach Zjednoczonych przez Williama Caytona, którego firma zajmowała się dystrybucją rosyjskich filmów animowanych i fabularnych z lat 40. i 50. XX wieku, zwłaszcza tych ze studia Sojuzmultfilm, pt. Journey to the Beginning of Time. W przypadku Wyprawy w przeszłość Cayton uczynił chłopców Amerykanami i zastąpił początkowe i końcowe sceny oryginału nowym materiałem przedstawiającym chłopców, którzy weszli do filmu w wymarzonej sekwencji podczas wizyty w American Museum of Natural History w Nowym Jorku. Film został skopiowany do materiału filmowego w niskiej jakości i zmontowany na krótkie sześciominutowe odcinki w celu prezentacji jako serial, dystrybuowany do różnych programów telewizyjnych dla dzieci. Wersja amerykańska została wydana na wideo VHS przez Goodtimes w 1994 roku. Z powodu nowych sekwencji żadna z twarzy aktorów nie mogła zostać pokazana, dopóki nie zaczął się oryginalny materiał.